# Impatiens umbellata
Impatiens umbellata är en balsaminväxtart som beskrevs av Heyne. Impatiens umbellata ingår i släktet balsaminer, och familjen balsaminväxter. Inga underarter finns listade i Catalogue of Life.